# Barakat II
Barakat (II) ibn Muhàmmad fou xerif de la Meca, fill de Muhàmmad V (1455-1497) i net de Barakat I.
El seu pare el va associar al poder el 1473 i el va succeir quan va morir el 1497. Llavors es van revoltar els seus germans Hazza (1501) i Ahmad IV al-Djazan (1501-1502), als que va derrotar però fou finalment enderrocat el 1503 per Ahmad IV al-Djazan i portat al Caire carregat de cadenes (1504); Ahmad IV va haver de donar pas al seu germà Humaida II nomenat pels mamelucs però al cap d'un parell d'anys els agipcis van restaurar a Barakat II (1506/1507).
Va governar fins a la serva mort el 1525. Entre 1504 i 1512 va associar al govern al seu germà Kayt Bay i després del 1512 al seu fill Muhammad VI Abu Numayy II (1512-1584). El sultà mameluc Qànsawh al-Ghawrí, davant l'amenaça portuguesa va enviar un contingent dirigit per Husayn al-Kurdi que va fortificar Djeddah amb una muralla i torres. El 1517 quan el sultà otomà Selim I va conquerir Egipte, Barakat va enviar el seu fill (d'uns 12 anys) en la seva representació, a fer-li homenatge al Caire i el sultà li va confirmar la possessió de l'Hedjaz.
A la seva mort el va succeir el seu fill Muhammad VI Abu Numayy II del que són descendents tots els xerifs posteriors, dividits en tres clans: els Dhawu Zayd, els Dhawu Abd-Al·lah i els Dhawu Barakat (aquestos, darrers descendents de Barakat, fill de Barakat II, que mai no fou xerif).